# Anders Rotstein
Anders Rotstein, född år 1981, är en svensk arkitekt. Han är utbildad på arkitekturskolan vid KTH, LTH och UC Berkeley. Han är ansvarig arkitekt och partner på arkitektbyrån Sandellsandberg sedan 2013.

## Verk i urval

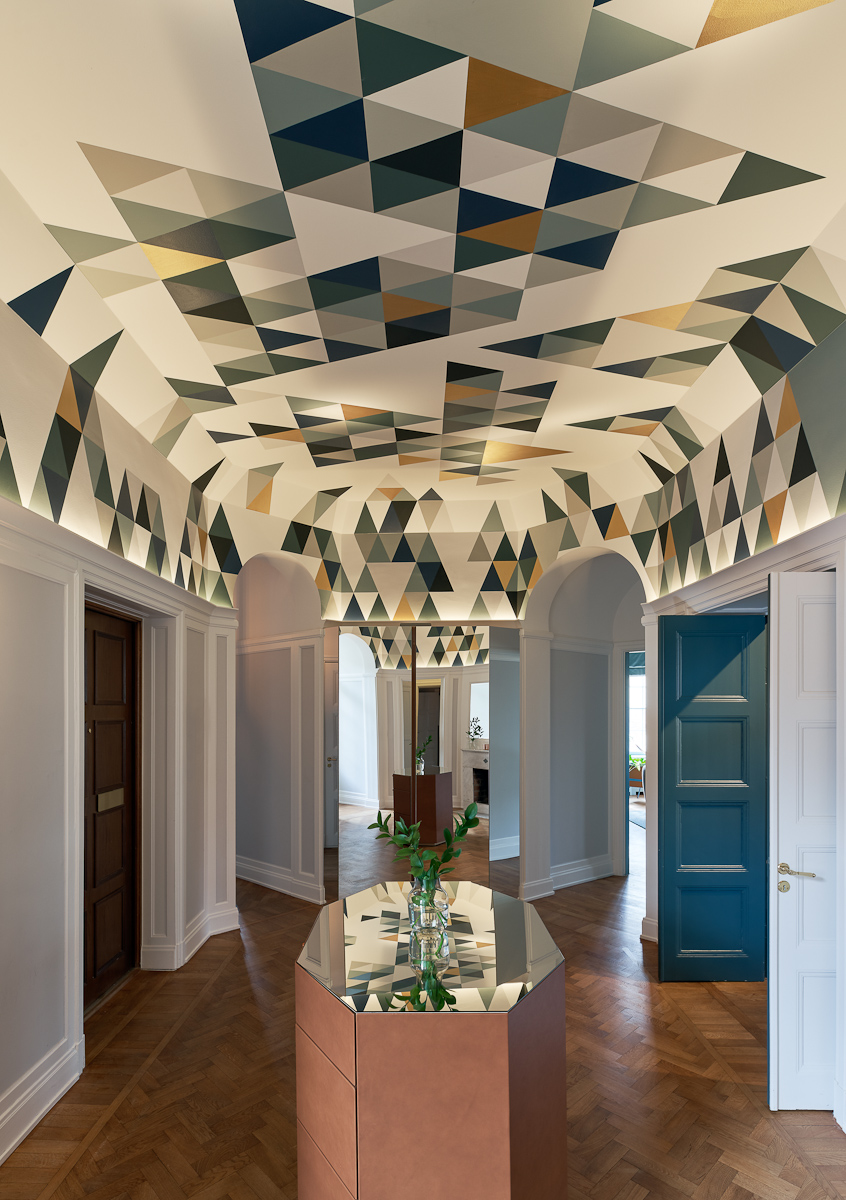
Privat våning, Stockholm
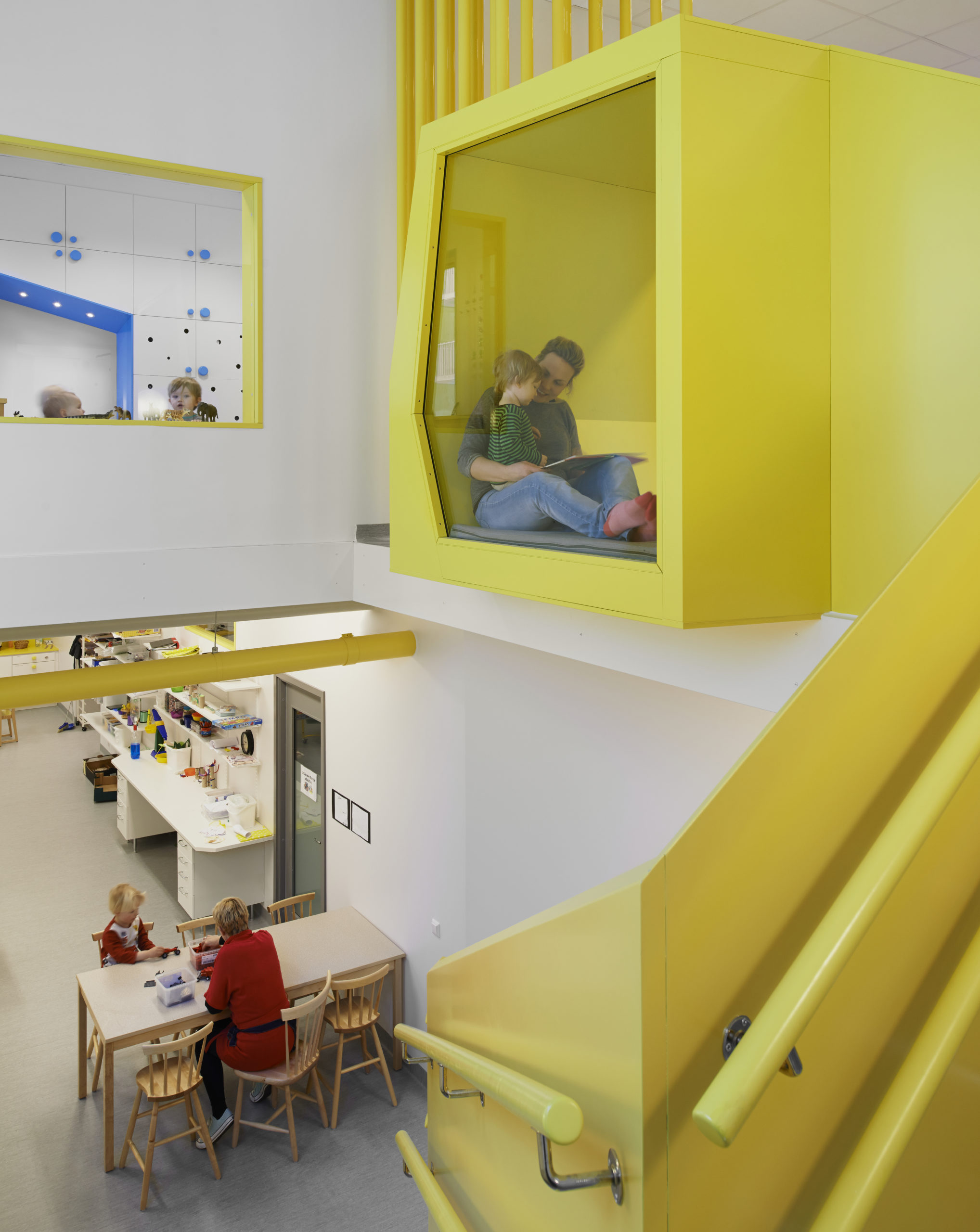
Förskolan Sjötorget, utförd tillsammans med Rickard Rotstein[4] och nominerad till årets stockholmsbyggnad 2013.
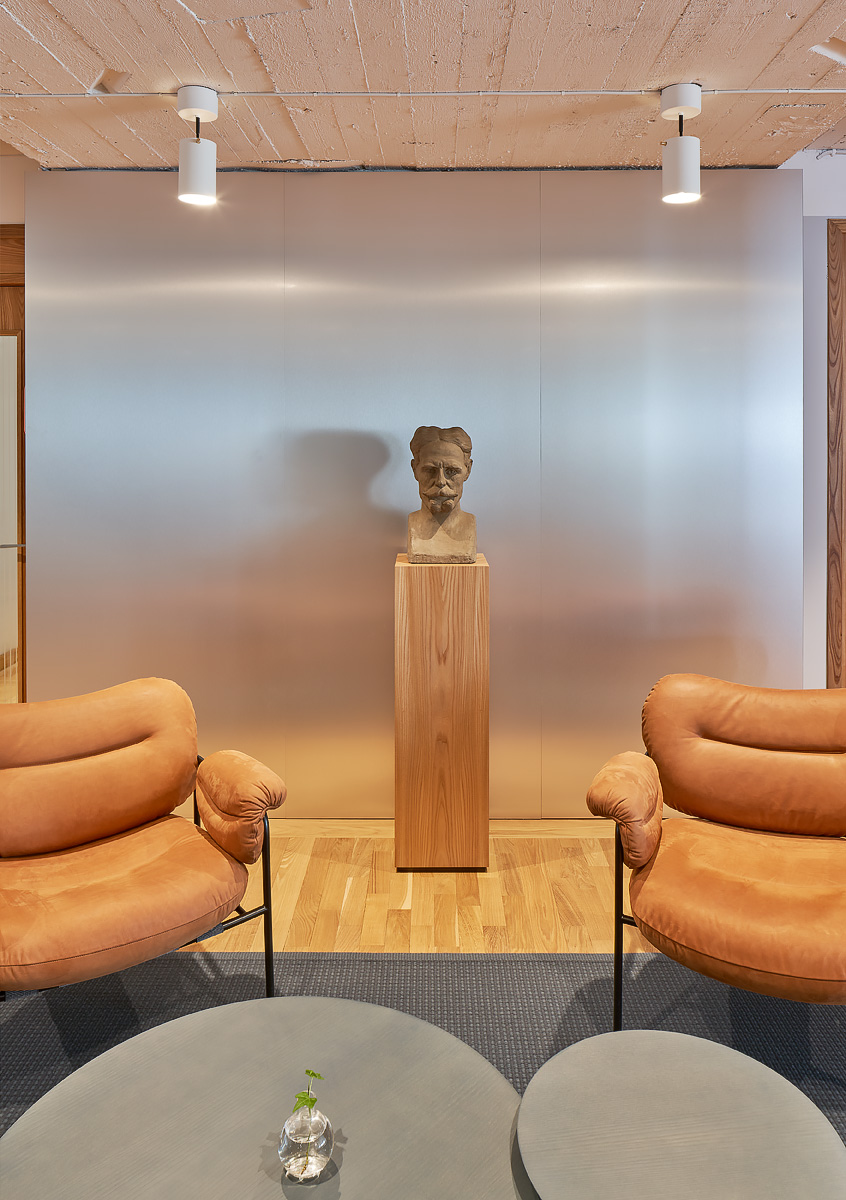
Gränges huvudkontor, Stockholm
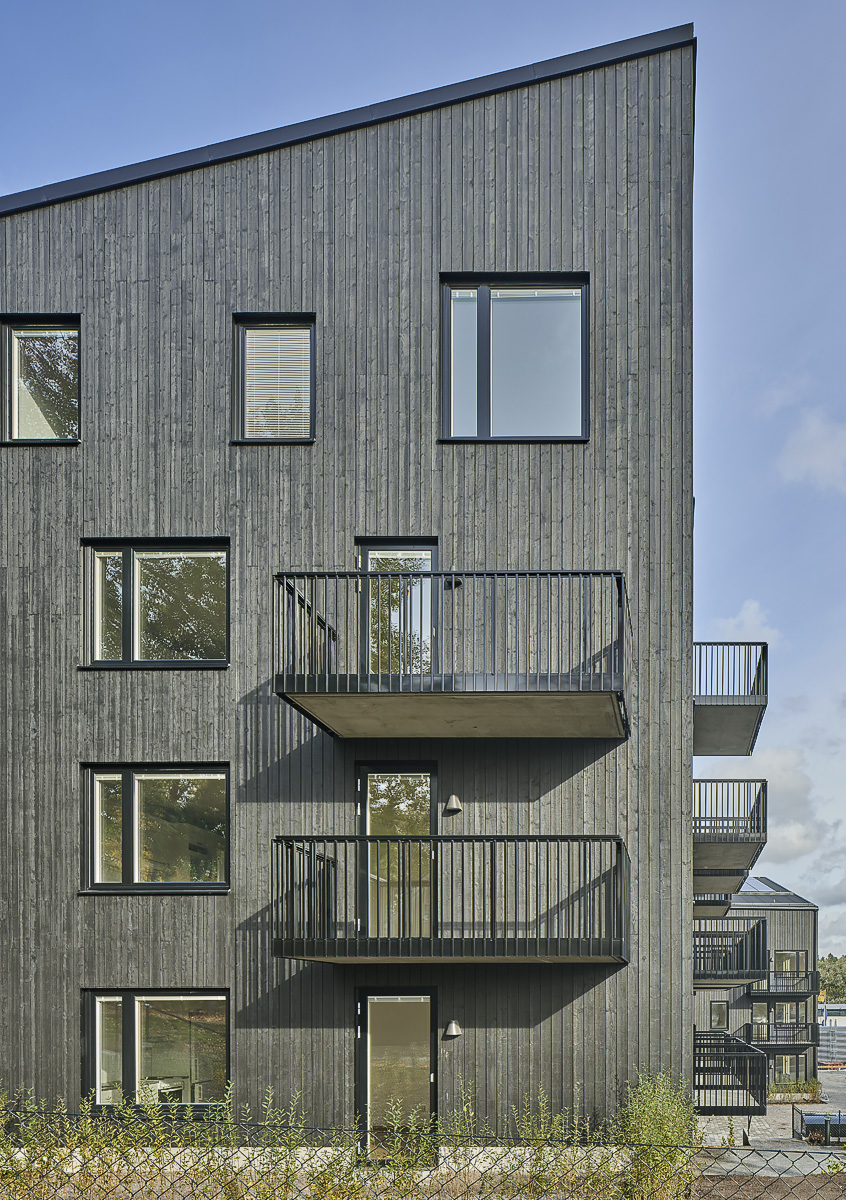
Hyresrätter Roslags-Näsby, Täby
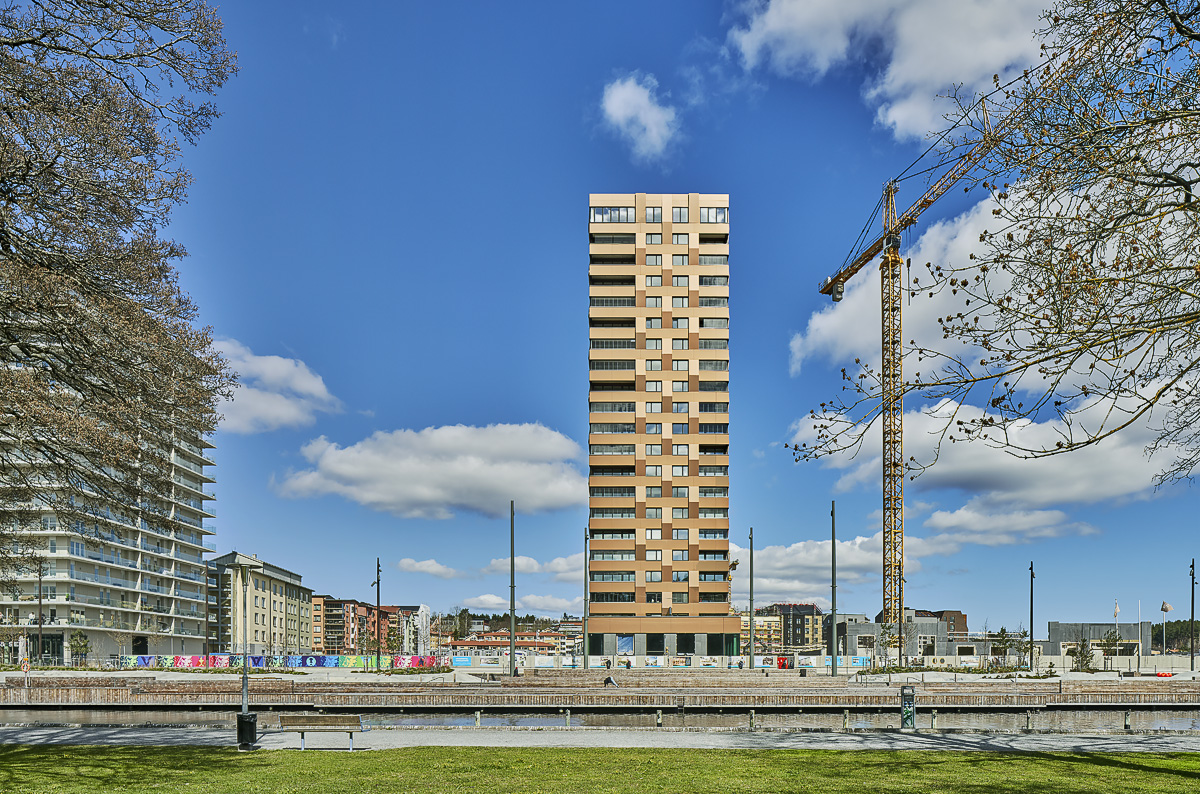
Havstornet, Norrtälje
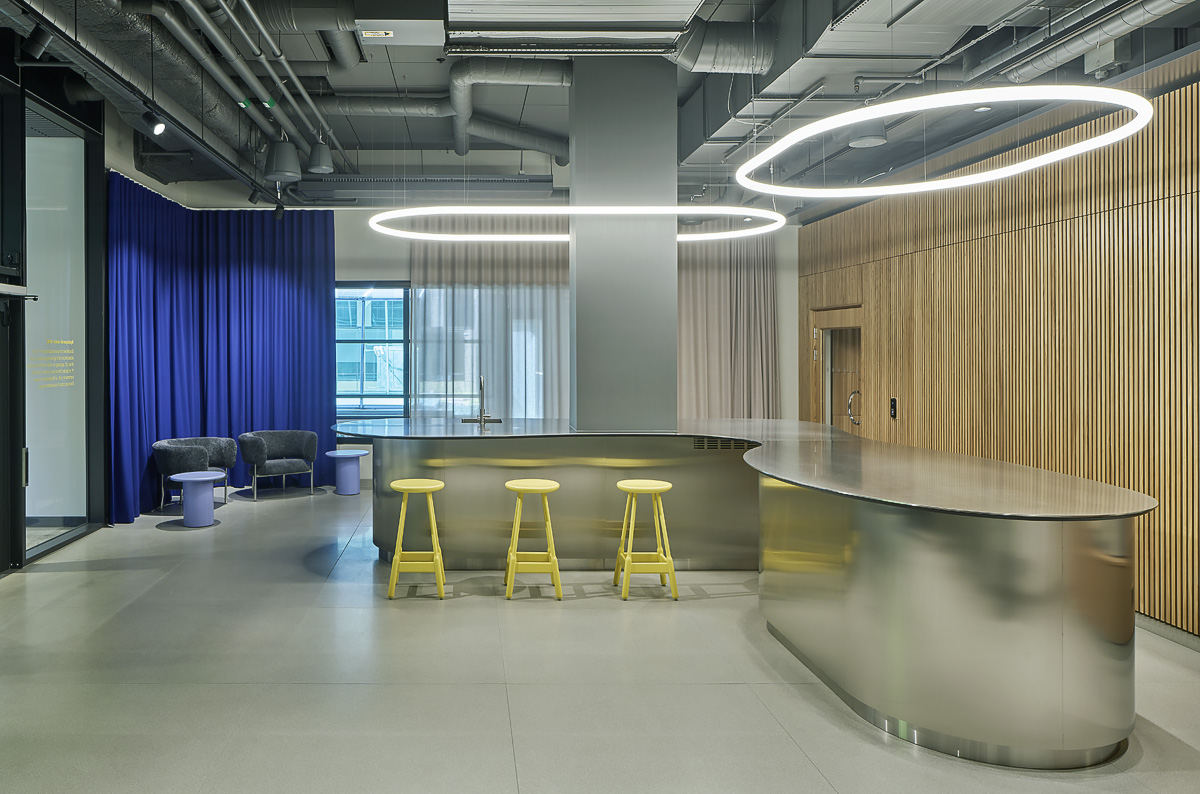
Stockholms Handelskammare